# Profesionalni kancerogeni
 Profesionalni kancerogeni su hemijski, fizički i biološki agensi kojima je neka osoba izložena na radnom mestu i koji uvećavaju  rizik od nastanka malignog oboljenja među radnicima u procesu rada. Prema proceni oko 4% svih smrtnih slučajeva od raka nastao je nakon izlaganja profesionalnim kancerogenima. U Srbiji, profesionalne maligne bolesti čine 1,4% svih dijagnostički dokazanih profesionalnih bolesti, odnosni 7,6% svih profesionalnih bolesti među zdravstvenim radnicima. 

## Razvrstavanje profesionalnih kancerogena
Kod hemijskih profesionlanih kancerogena, kancerogeni rizik se procenjuje:
- na osnovu epidemioloških studija,
- eksperimentalnih istraživanja na životinjama i podataka iz in vitro testova.

Nakon izvršene procene sačinjena je lista kancerogena po kojoj su hemijske materije kao i zanimanja klasifikovani u četiri grupe:
Prema hemijskim kancerogenim materijama, zanimanja su klasifikovana u četiri grupe:
| Grupa            | Kancerogenost                                                        | Broj hemijskih agenasa | Dokazi |
| ---------------- | -------------------------------------------------------------------- | ---------------------- | --- |
| Prva grupa       | Agensi koji su za ljude kancerogeni                                  | 22                     | Hemijske materije za koje postoje čvrsti dokazi o kancerogenom dejstvu.                                     |
| Druga 2. A grupa | Verovatno kancerogeni agensi                                         | 22                     | Njihovo kancerogeno dejstvo dokazano je u eksperimentu, ali su dokazi o kancerogenosti za ljude ograničeni. |
| Druga 2. B grupa | Moguće kancerogene materije                                          | 91                     | Njihovo kancerogeno dejstvo dokazano u eksperimentu, ali su dokazi o kancerogenosti za ljude ograničeni.    |
| Treća grupa      | Agensi koji se ne mogu klasifikovati u odnosu na kancerogeno dejstvo |                        | |
| Četvrta grupa    | Agensi koji verovatno nisu kancerogeni za ljude                      |                        | Materije za koje postoje dokazi da nisu kancerogene za ljude i životinje.                                   |

## Najzastupljeniji hemijski kancerogeni
| Agensi kancerogeni za ljude  | Organ na koji deluje kancerogen | Izvor ekspozicije                      | Bolesti |
| ---------------------------- | ------------------------------- | -------------------------------------- | --- |
| Nikl                         | Nos, sinusi, pluća, bronhije    | Metalurgija, legure, katalizatori      | Rak sluzokože nosa i paranazalnih šupljina, primarni rak bronhija i pluća.                                                                                     |
| Kadmijum                     | Pluća, prostata                 | Proizvodnja boja/pigmenata             | Povećava rizik od pojave karcinoma prostate i karcinoma respiratornog trakta.                                                                                  |
| Arsen                        | Pluća, koža, jetra              | Staklo, metal, pesticidi               | Rak kože, pluća i jetre. Rak pluća javlja se dva puta, a rak kože deset puta česće kod radnika izloženih arsenu u industriji u poređenju sa kontrolnom grupom' |
| Hrom (šestovalentni)         | Bronhije, pluća                 | Oblaganje metala, proizvodnja boja     | Rak bronhija i pluća |
| Berilijum                    | Pluća, kosti                    | Vazduhoplovna industrija/metali        | Nije dokazano kancerogeno dejstvo na čoveku. |
| Azbest                       | Pluća, pleura, peritoneum       | Izolacija,filterski materijal, tekstil | Karcinom pluća i mezoteliom pleure i peritonuma. |
| Hematit                      | Pluća                           | Rudari u rudnicima gvozdene rude       | Karcinom pluća. Kancerogeni efekti nastaju kao posledica udruženog delovanja gvožđa i silikogene prašine.                                                      |
| Venilhlorid                  | Jetra                           | Plastika, monomeri                     | Angiosarkom jetre. |
| Katran Parafin               | Koža                            | Gorivo                                 | Karcinom kože, grla i pluća |
| Benzen Toulen Ksilen         | Krvni sistem                    | Organski rastvarači, gumarstvo         | Leukemija |
| Etilenoksid                  | Krvni sistem                    | Sterilizacija                          | Leukemija |
| Mineralna ulja               | Koža                            | Maziva                                 | |
| Iperit                       | Pluća                           | Bojni otrov                            | |
| 2-Naftilamin                 | Mokraćna bešika                 | Industrija boje/pigmenata              | |
| Bis-etar i hlormetiletiletar | Pluća                           | Hemiski međuproizvodi                  | |

## Spoljašnje veze
- 2013 Report on workplace accidents

|  | Molimo Vas, obratite pažnju na važno upozorenje u vezi sa temama iz oblasti medicine (zdravlja). |